# Ivrea-Körper
Als Ivrea-Körper wird ein mächtiger geologischer Störkörper am Rand der Südalpen bezeichnet. Er wurde nach der norditalienischen Kleinstadt Ivrea in der Region Piemont benannt.
Der Ivrea-Körper ist ein schräg aus dem oberen Erdmantel emporragender Körper von deutlich größerer Dichte als seine Umgebung. Er bewirkt massive regionale Lotabweichungen sowie eine unregelmäßige Anomalie des südalpinen Geoids. Letztere wirkt sich – bedingt durch die nach Norden abtauchende Schräglage des Körpers – vor allem im Süden der Schweiz aus.
Die Verkippung des Blocks in seine schräge Position dürfte bei der Entstehung der Alpen erfolgt sein. Als Folge der Verkippung ist im Sesiatal (Nebenfluss des Po unweit von Ivrea) eine Schichtfolge zu sehen, die den Aufbau der Erdkruste bis hin zum oberen Erdmantel aufschließt. Dies hat in der Geologie auch zur Definition der Ivrea-Zone (bzw. Ivrea-Verbano-Zone) geführt, wo die Störung der Insubrischen Linie durchzieht, die als steile Aufschiebung der Nordalpen das Bernina- und Ortlermassiv vom Adamello-Komplex trennt.
Prinzipiell unterscheiden sich die Südalpen (nicht nur diese Zone) von den nördlich angrenzenden Gebieten dadurch, dass sie keine großen Decken bilden, sondern vor allem durch Aufschiebungen charakterisiert sind. Sie werden vielfach als verkümmerter, südvergenter Flügel der sonst nordvergenten Alpen angesehen. Nach anderen Quellen sind die Gesteine des Ivrea-Körpers (auch als Vogelkopf bezeichnet) über lange geologische Zeiträume an leichtflüchtigen Komponenten verarmt.
Erstmals vermessen wurde der Ivrea-Körper in den 1970er-Jahren durch Messungen der Lotabweichungen im Zuge einer genauen Geoidbestimmung in der Schweiz, und später auch durch regionale Gravimetrie und andere Methoden der  geophysikalischen Prospektion.